# Osso squamosale

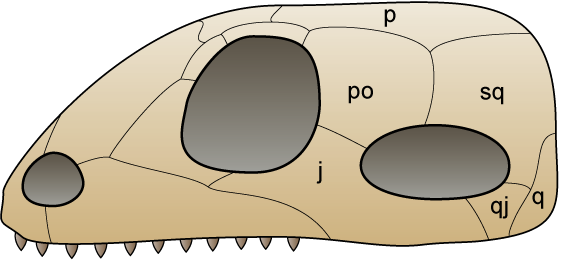
Schema del cranio di un sinapside che mostra la posizione delle principali ossa del derma, incluso l'osso squamosale (Sq).

Lo squamosale è un osso del cranio che si trova nella maggior parte dei rettili, anfibi e uccelli. Nei pesci, è anche chiamato osso pterotico.
Nella maggior parte dei tetrapodi, l'osso squamosale e il quadratogiugale formano la parte ossea delle guance. L'osso forma una componente ancestrale del tetto cutaneo ed è in genere sottile rispetto ad altre ossa del cranio.
L'osso squamosale giace ventralmente rispetto alla serie temporale e alla tacca otica ed è delimitato anteriormente dal postorbitale. Posteriormente, lo squamosale si articola con l'osso quadrato ed il pterigoide. L'osso squamoso confina anteroventralmente dal giugale e ventralmente dal quadratogiugale.

## Funzione nei rettili
Nei rettili, le ossa quadrate ed articolari del cranio si articolano per formare l'articolazione della mascella. L'osso squamosale si trova anteriormente all'osso quadrato.

## Anatomia nei sinapsidi

### Sinapsidi non-mammiferi
Nei sinapsidi non-mammifero, la mascella è composta da quattro elementi ossei e definita mascella quadro-articolare perché l'articolazione è composta dalle ossa articolari e quadrate. Nei terapsidi (sinapsidi avanzati che includono i mammiferi), la mascella viene semplificata in un'articolazione tra la parte mandibolare e la parte squamosale dell'osso temporale, e quindi indicata come mascella mandibola-squamosale.

### Mammiferi
In molti mammiferi, compresi gli umani, lo squamosale si fonde con l'osso periotico e la bolla uditiva per formare l'osso temporale, quindi denominato squama temporalis.
Nei mammiferi, l'osso quadrato si evolve per formare l'incudine, uno degli ossicini dell'orecchio dei mammiferi. Allo stesso modo, l'osso articolare si evolve per formare il martello. L'osso squamosale migra e si allunga per diventare un nuovo punto di articolazione con la mandibola.